# Cacomantis passerinus
Il cuculo panciagrigia (Cacomantis passerinus Vahl, 1797) è un uccello della famiglia Cuculidae.

## Tassonomia
Cacomantis passerinus non ha sottospecie, è monotipico.

## Distribuzione e habitat
Questo uccello vive nell'Asia meridionale, in Pakistan, Bangladesh, Bhutan, Nepal, India, Myanmar, Sri Lanka e sulle Maldive. È di passo in Oman.